# Беленков, Алексей Ильич
Алексе́й Ильи́ч Беленко́в (26 марта 1957, Балашиха, Московская область, РСФСР, СССР) — советский футболист, тренер.

## Биография
Родился и вырос в Балашихе. Начинал заниматься баскетболом в местной ДЮСШ у Карла Мамиевича Сванидзе. Одновременно играл в футбол у Александра Оботова, в пользу которого и сделал выбор.
В составе сборной РСФСР стал победителем Спартакиады школьников, после которой его пригласили в профессиональный футбол.
В 1974 году стал игроком «Торпедо». В дебютном сезоне сыграл два матча. В следующем году стал уже игроком основы и провёл 22 матча, забив 2 мяча. Также играл в еврокубках: в сезоне 1975/76 в Кубке УЕФА, в сезоне 1977/78 в Кубке европейских чемпионов. В Кубке УЕФА торпедовцы дошли до третьего раунда, где уступили дрезденскому «Динамо». В Кубке чемпионов «Торпедо» вылетело уже в первом раунде, проиграв по пенальти «Бенфике». Всего за клуб Беленков сыграл 57 матчей и забил 9 голов.
В конце 1977 перешёл в ЦСКА, где провёл три сезона.
В 1981 играл за «Локомотив» в первой лиге. Рано завершил карьеру игрока из-за проблем с тазобедренными суставами.

### В сборной
Играл за юношескую и молодёжную сборные СССР.

### Тренерская карьера
Работать тренером начал в команде такелажно-монтажного комбината из Москвы. Вместе с ней выиграл Кубок столицы среди производственных коллективов.
В 1992 году клуб получил возможность играть во второй лиге чемпионата России. Одновременно с этим клуб был переименован в ФК «Пеле».
В 1993 работал в Ливане. Позже был тренером в «Торпедо‑МКБ».
В 1994 возглавил «Титан», но через год ушёл, и в 1996 году стал тренером «Шинника». Через год он вернулся в «Титан» и вывел клуб во второй дивизион. В 2000 был главным тренером дубля «Сатурна», с 2001 по 2002 тренером «Сатурна-Ren TV». В 2003 году был старшим тренером в «Соколе», в 2004 тренером «Химок». Алексею Ильичу в своей карьере также удалось попробовать себя и в роли главного тренера с командой «Шахтёр» Караганда. Под его руководством клуб тренировался весь сезон 2004. С 2005 по 2006 год являлся тренером «Сатурна», в 2008 дубля ЦСКА, в 2009 «Алании», в 2010 «Торпедо-ЗИЛ», в 2011 «Уфы».
В 2018 году стал помощником Андрея Канчельскиса в узбекистанском «Навбахоре». Покинул команду в июне 2019 года вместе с Канчельскисом.

## Достижения
- Чемпион СССР: 1976 (осень)
- Бронзовый призёр чемпионата СССР: 1977

## Личная жизнь
Сын Максим также футболист. Играл за «Титан» и «Торпедо‑ЗИЛ».